# Angela Ruiz
Ángela Julieta Ruiz Pérez (sinh ngày 4 tháng 10 năm 1992, tại Maturín, Venezuela) là một nữ hoàng sắc đẹp người Venezuela, từng là đại diện cho bang Monagas trong cuộc thi Hoa hậu Venezuela 2010 được tổ chức vào ngày 28 tháng 10 năm 2010, và đoạt danh hiệu Á hậu 1.
Ruiz đã đoạt giải Siêu mẫu của cuộc thi Venezuela năm 2009 và là đại diện chính thức của Venezuela trong cuộc thi Người mẫu, Siêu mẫu Ford của cuộc thi Hoa hậu Thế giới 2010, được tổ chức tại Brazil vào tháng 1 năm 2010.
Đồng thời, cô đã tốt nghiệp Kỹ sư Công nghiệp tại Đại học Santiago Marino vào năm 2011.
Cô cũng đại diện cho Venezuela tại Reinado Internacional del Café 2011, tổ chức tại Manizales, Colombia vào ngày 9 tháng 1 năm 2011 và giành danh hiệu Virreina (Phó hoa hậu hoặc Á hậu 1).
Ruiz cũng đã được trao danh hiệu là Á hậu 5 trong cuộc thi Reina Hispanoamericana năm 2011 tại Santa Cruz, Bolivia, vào ngày 27 tháng 10 năm 2011.
Trong nhiều năm, cô tiếp tục làm việc với vai trò là một người mẫu ở đất nước của mình, thực hiện các chiến dịch khác nhau cho nhiều thương hiệu, như nhiều lần biểu diễn thời trang cho nhà thiết kế Venezuela, quảng cáo trên truyền hình cho Gillette, Ferrara Grupo.
Sau khi được phát hiện bởi BrandModel Management, cô đã được ký hợp đồng với Wilhelmina Models New York vào năm 2012.